# Řezání laserem
Řezání laserem označuje proces oddělování, jehož pomocí lze řezat kovové a nekovové materiály s různou tloušťkou. Je určeno pro aplikace, u kterých je požadována vysoká kvalita a přesnost řezu bez nutnosti dalšího opracování, zvláště u tenkých materiálů. Díky vysoké schopnosti zaostřit laserový paprsek na minimální průměr je možné dosáhnout úzkých řezů, paralelně řezaných okrajů, minimální tepelné ovlivněné zóny, minimálních deformací a vysoké přesnosti řezu s kvalitním povrchem a ostrými hranami. V praxi řezání laserem produkuje finální výrobky, které nevyžadují další operace, jako např. vrtání otvorů nebo broušení řezných hran. Extrémně široké spektrum řezaných materiálů činí z laseru číslo 1 mezi řeznými nástroji pro mnoho aplikací v oblasti kovů i nekovů. 
Termín LASER vychází ze zkratky „Light Amplification by Stimulated Emission Radiation”, tj. „zesilování světla stimulovanou emisí záření“.

## Typy řezacích laserů
Principem pro fungování této technologie je přeměnění elektrické energie na světelnou. Ta je soustředěna do jednoho malého bodu. Základem je laserový paprsek, který je veden, tvarován a sdružen do svazku. Pokud narazí na obrobek, zahřeje se materiál natolik, že se roztaví nebo odpaří.
Nejběžnější typy řezacích laserů jsou:
- CO2 laser, který používá k tvorbě paprsku plynová média v rezonátoru a disponuje výstupním výkonem až do 40 kW. Aktivní médium, které způsobuje laserový efekt, je tvořeno molekulami oxidu uhličitého. Vlnová délka 10,6 µm je velmi flexibilní pro použití na různých druzích a tloušťkách materiálů. Laserové procesy jsou stabilní, výkonné a s minimálním rozstřikem roztaveného kovu.[4]
- Nd:YAG laser emituje energii z krystalu a je k dispozici s výstupním výkonem až do 5 kW. Aktivní médium je poskytováno pevnou tyčí (granát yttria a hliníku známý jako YAG). Alternativou jsou další druhy pevnolátkových laserů. Do této skupiny patří rubínový laser, neodymový laser, Nd:YLF laser, Er:YAG laser, Ho/CTH:YAG laser a nejpoužívanější druh laseru Nd:YAG laser.
- vláknový laser (Fiber) využívá „jádro“ optického vlákna legovaného ytterbiem (Yb) jako aktivní zesilovací médium, které je následně čerpáno lampovými diodami. Vláknové lasery dnes dosahují úrovně výstupního výkonu až 50 kW. Vláknové lasery jsou díky své excelentní kvalitě paprsku optimální volbou pro mnohostranná použití v oblasti jemného řezání a svařování.
- polovodičové lasery – funkce je založena na vzniku stimulované emise záření v aktivním polovodičovém materiálu (tvoří laserové médium). Na rozdíl od ostatních druhů laserů se děje přechod elektronů mezi dovolenými energetickými pásy a ne mezi energetickými hladinami. Jako laserové médium se používá galium arsenid (GaAs), kadmium sulfid (CdS) a kadmium selen (CdSe). Buzení je realizováno fotony, svazkem elektronů nebo elektrickým polem. Rezonátor je tvořen vybroušenými stranami polovodičového materiálu, který musí být vydatně chlazen. Polovodičové lasery generují záření o vlnové délce λ = 0,3-30 μm (podle použitého polovodiče), pracují s účinností až 50 %. Výstupní výkon lze dosáhnout až 2 kW. Hlavní předností polovodičových laserů je jejich kompaktnost, malé rozměry a vysoká účinnost.[5]

## Laserové plyny a směsi
K emitování laserového paprsku (svazku) - generování laserového svazku z CO2 jsou nezbytné procesní plyny (helium, dusík, oxid uhličitý) popř. jejich směsi. Jsou používány jako jednotlivé plyny pro výrobu směsi anebo jako předem namíchané plynové směsi. Tyto najdou uplatnění u všech typů a značek laserů. Oxid uhličitý je nejdůležitější plyn, působením elektrické energie se z něj generuje laserový paprsek. Dusík (5.0 tj. 99,999 %)vytváří prostředí, které zvyšuje energii získanou z laserového paprsku. Helium (99,996 %) umožňuje účinné rozptýlení tepla vygenerovaného elektrickou energií ve směsi plynů.

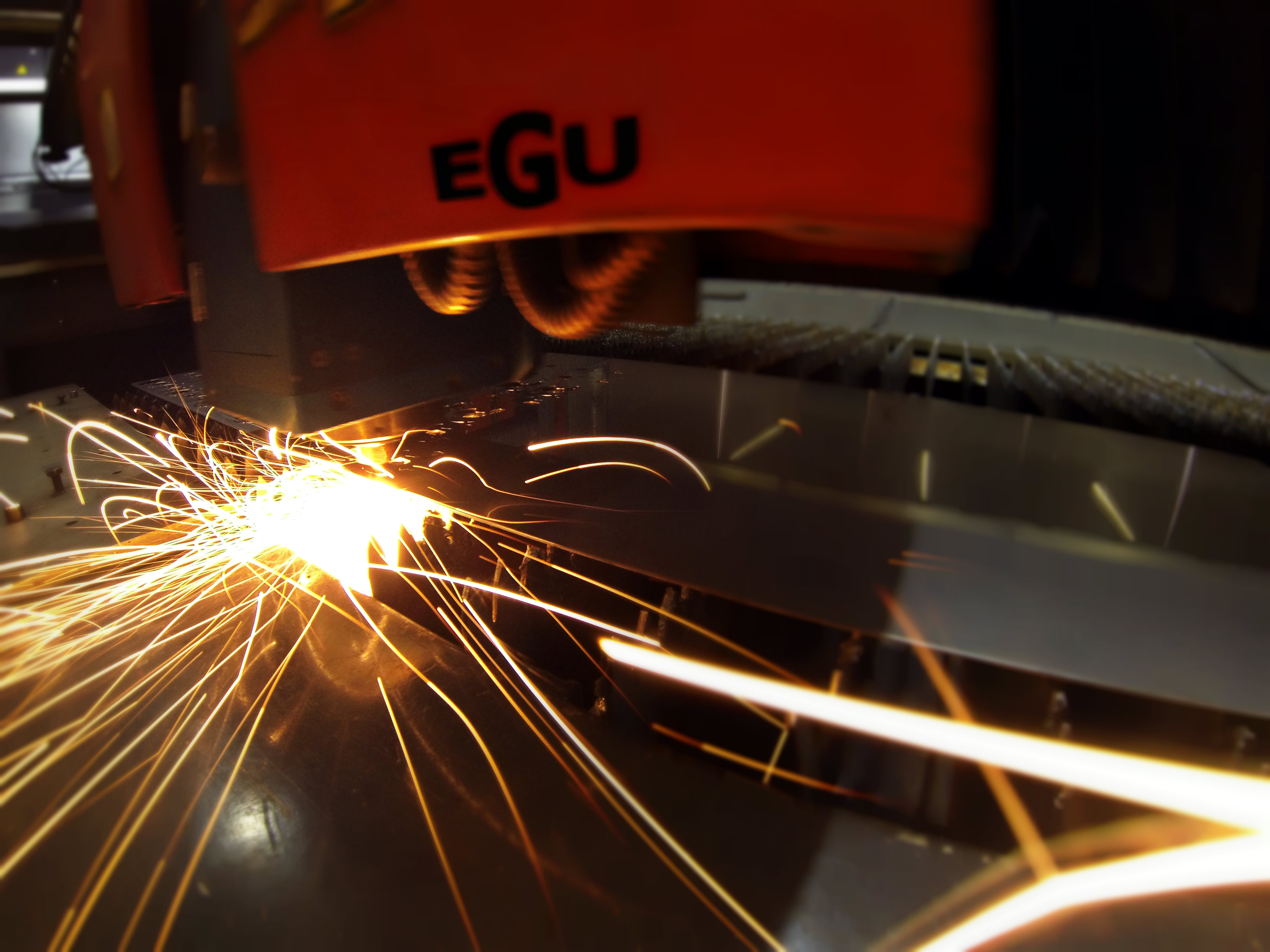
Řezání laserem 2 mm silného plechu z nerezové oceli CO_{2} laserem o výkonu 4 kW. Řezání se provádí tavnou metodou s dusíkem jako asistenčním plynem. Řezná rychlost je 9000 mm/min.

Druhou skupinou plynů jsou asistenční plyny (dusík, kyslík, argon). Jsou nezbytným prostředkem při řezání všemi druhy laserových zdrojů (CO2, Nd YAG, Fiber), především kyslík a dusík tzv. laserové čistoty. Dusík (99,999 %) se využívá s tlakem až 30 barů pro řezání uhlíkových, legovaných a korozivzdorných ocelí, pro řezání niklových a hliníkových slitin, rovněž tak pro slitiny mědi, bronzy a mosaz. Pro titanové a hořčíkové slitiny se používá argon o tlaku až 15 barů. Pro uhlíkové a legované oceli je možné použít alternativně kyslík o tlaku do 6 barů.
Technické plyny jsou důležité i pro ochranu optiky před znečištěním prachem a jinými kontaminujícími látkami. Venkovní vzduch není nejideálnějším prostředí pro tuto aplikaci. Uhlovodíkové zbytky, dokonce i v dobře filtrovaném vzduchu a vlhkost se mohou usazovat na zrcadlech. Tím způsobují jejich znečištění, snížení výkonu laseru a následné znehodnocení celé optické trasy.

## Způsoby řezání
Kyslíkové (oxidační) řezání se používá při zpracování uhlíkových a legovaných ocelí. Kyslík při této technice podporuje exotermickou reakci s kovem, vyfukuje roztavený materiál ze vzniklé spáry a chrání optiku laseru před rozstřiky a výpary řezaného materiálu. Použitím kyslíku High Speed O2 (kyslík pro vysoké rychlosti) je možné výrazně zvýšit řeznou rychlost a také řezat kovy o větší tloušťce. Bylo prokázáno, že přechodem ze stupně čistoty 3.5 (99,95 %) na stupeň 5.0 (99.999 %) se může zvýšit řezná rychlost až o 20 %.

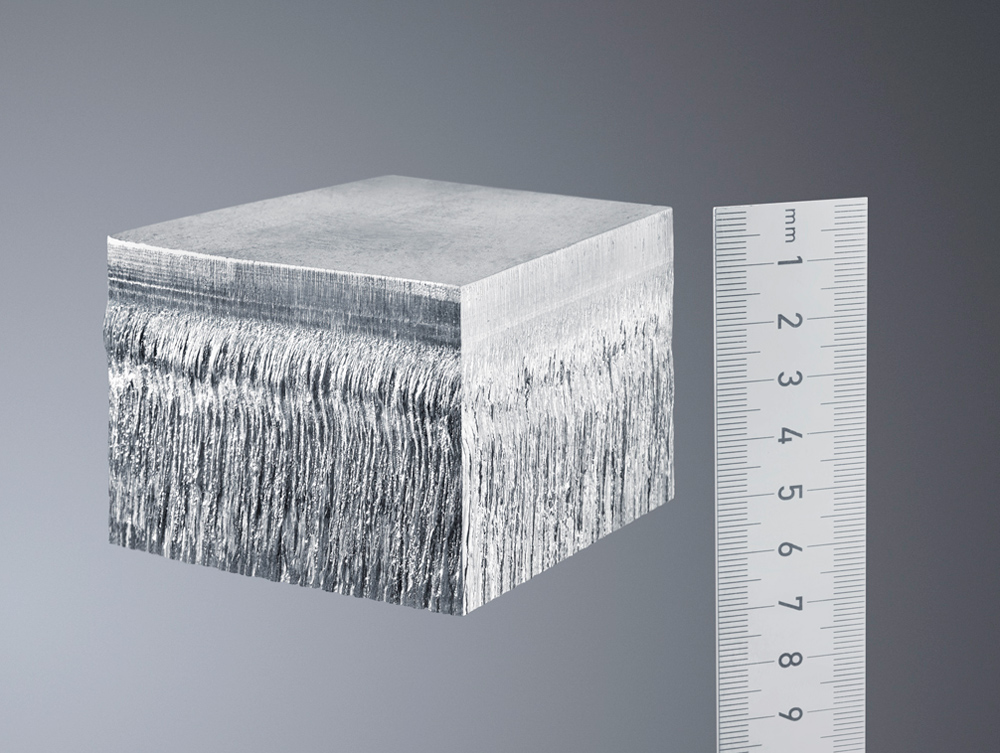
Řezání nerez oceli síly 50 mm Trumpf

Vysokotlaké (fúzní, tavné) řezání se používá při řezání uhlíkových a vysoce legovaných ocelí, nerezavějících ocelí, slitin na bázi niklu, hliníku (dural), mosazí, bronzů a ostatních neželezných materiálů. Zde se téměř výhradně využívá jako asistenční plyn dusík laserové kvality. Pro řezání titanu, Ti-slitin a hořčíkových slitin (např. slitina elektron) se používá jako asistenční plyn argon 5.0 (99,999 %). Inertní plyny při této technice nepřispívají k tavení materiálu, ale jsou předurčeny na rychlé vyfukování roztaveného materiálu ze spáry. Tyto plyny brání oxidaci řezaného materiálu, chrání optiku před rozstřiky a výpary a ochlazují okraje spáry, čímž se pozitivně zmenšuje tepelně ovlivněná oblast. U nových typů vláknových laserů (Fiber) je možné použít vysokotlaké řezání dusíkem i pro běžné, uhlíkové oceli do tloušťky až 4 mm. Vysoká rychlost řezání a řez bez oxidů tento postup činí ekonomicky i technologicky výhodným.

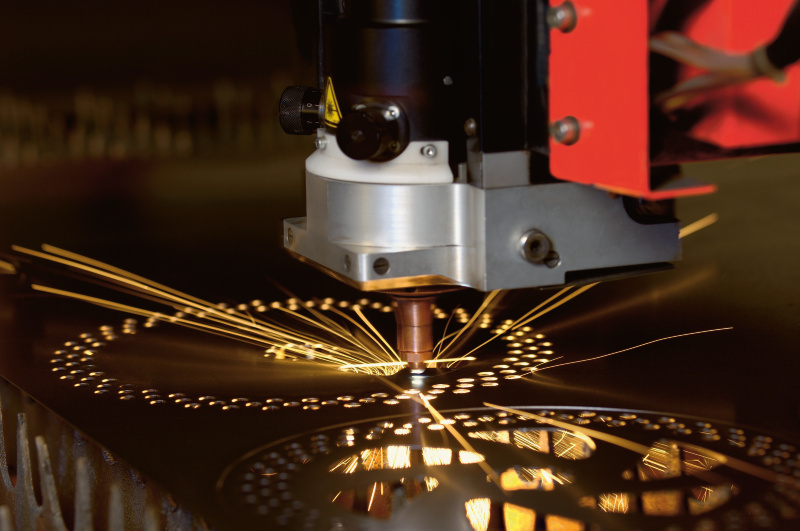
Řezání laserem Bystronic

## Použití
Řezání laserem je proces, který v posledních letech získal obrovský podíl na trhu. Umožňuje řezání různých kovových a nekovových materiálů v širokém rozsahu (uhlíkové oceli až 50 mm, nerezová ocel až 20 mm, hliníkové slitiny až 20 mm, ale také plexisklo až 30 mm, plasty, sklo, dřevo, překližku, keramiku, titan a jeho slitiny atd. a to v mnoha oblastech průmyslu jako jsou: automobilní průmysl, výroba železničních kolejových vozidel, letectví a letecký průmysl, stavebnictví, výroba energetických zařízení atp.
Nd:YAG lasery se používají i v lékařství. Kontinuální Nd:YAG laser se využívá jako skalpel v chirurgii a pulzní Nd:YAG laser v oční mikrochirurgii. Dále se používají v radarové technice a ve spektroskopii.
Stroje pro laserové řezání disponují CNC řídícími systémy (CAD/CAM software), které ovládají jak vlastní proces tvorby laserového paprsku tak i vzájemný pohyb řezací hlavy a řezaného obrobku (2D i 3D). Laserové řezání je inovativní technologie, která se stále rozvíjí. Laserem je možné řezat dvou a trojrozměrně, s několika osami a různý materiál. Kromě toho lze opracovat trubky a profily.